# سرخوردگی
ناکامی یا سرخوردگی به حالت روحی‌ای گفته می‌شود که هرگاه راه دست‌یابی به یک هدف خواستنی بسته شود یا دست‌یابی به آن به تأخیر افتد، روی می‌دهد. هر فرد در طول زندگی خود، با موانعی روبه‌رو می‌شود که باعث می‌شود به اهداف خود نرسد. به همین دلیل ممکن است ناکامی به او دست دهد.

## ناکامی در روان‌شناسی
مفهوم ناکامی در روان‌شناسی اجتماعی و روان‌شناسی شخصیت بررسی می‌شود. در پاسخ ذهن انسان به ناکامی دو نظریه عمده وجود دارد:

نظریه یادگیری اجتماعی و نظریه سائق

### نظریه یادگیری اجتماعی
این نظریه می‌گوید هرکس ممکن است به علت عدم‌ دستیابی به هدف ناکام بماند، یا به‌خاطر اتفاقات تنش‌زا دچار ناراحتی شود، برانگیختگی هیجانی ناخوشایندی را تجربه می‌کند و این بستگی دارد به این‌که شخص چه پاسخ‌هایی را برای کنار آمدن با موقعیت‌های ناکامی و تنش‌زا یاد گرفته است و این مکانیسم از طریق روند «مشاهده-تقلید» انجام می‌گیرد. مثلاً کسی که دچار ناکامی شده‌ است ممکن است از دیگران یاری بطلبد، دیگری ممکن است پرخاشگری کند، یا گوشه‌گیری و تسلیم را برگزیند، یا برای فائق آمدن بر تلاش خود بی‌افزاید، یا به مشروبات الکلی و مواد مخدر پناه ببرد، یا این‌که به‌صورت غیرارادی به اختلال روان‌تنی مبتلا شود. بنابراین پرخاش‌گری می‌تواند یکی از گزینه‌های احتمالی برای پاسخ به ناکامی باشد.

### نظریه سائق
در نظریه سائق مبتنی بر روان‌کاوی است، فرضیه ناکامی و پرخاشگری (به انگلیسی: Hypothesis of failure and aggression) یا فرضیه محرومیت-پرخاشگری می‌گوید که پرخاش همواره نتیجه مستقیم ناکامی و محرومیت است که در موجود زنده تحمیل و فرگشت یافته‌است. این پرخاشگری به صورت بالقوه و نیمه‌فعال در ناخودآگاه متراکم می‌ماند و سپس به مرحله آگاهی و اتساع می‌رسد. فرضیه «ناکامی-پرخاشگری» را میلر و جان دالرد آمریکایی پژوهشگر روان‌شناسی ارائه دادند. قدرت پرخاش ناشی از ناکامی از سه فاکتور تأثیر می‌پذیرد:
1. قدرت سائق ← هر اندازه شخص، با ذوق و اشتیاق بیش‌تری خوستار رسیدن به هدف باشد، اگر در دست‌یابی به آن با مانع روبرو شود (اصطلاحاً ضدحال بخورد)، به تراکم پرخاش‌گری بالقوه می‌افزاید.
2. کمال ناکامی ← مسیرهای تمام‌مسدود برای رسیدن به هدف در مقایسه با مسیرهای نیمه‌مسدود به ناکامی بیش‌تری منجر می‌شود.
3. اثر افزایشی (کمیت) ناکامی‌های جزئی ← ناکامی‌ها و تجربه‌های ناخوشایند متعدد روی هم جمع می‌شوند و تراکم ایجادشده را متسع می‌کنند.